# Hyacinthe Robillard d'Avrigny
Pour les articles homonymes, voir Avrigny (homonymie).
Hyacinthe Robillard d’Avrigny, né à Caen en 1675 et mort à Alençon le 24 avril 1719, est un historien français.

## Biographie
De l’ordre des Jésuites où il fit les quatre vœux, Robillard d’Avrigny fit sa régence de grammaire à La Flèche. L’enseignement ayant beaucoup affaibli sa santé, on l’envoya, comme procureur de l’ordre, à Alençon où il mourut de chagrin des mutilations qu'on fit subir à ses écrits. Il a laissé deux ouvrages, Mémoires pour servir à l’histoire universelle de l’Europe depuis 1600 jusqu'à 1716, 4 vol. in-12°, Paris, 1725 ; Mémoires chronologiques et dogmatiques pour servir à l’histoire ecclésiastique depuis 1600 jusqu’à 1716 qui, publiés après sa mort, l’ont placé parmi les bons historiens du siècle de Louis XIV. Ces ouvrages, conçus avec méthode et écrits avec une élégante précision, sont d'excellents abrégés chronologiques où l’on remarque néanmoins une certaine animosité contre les écrivains de Port-Royal. Les étrangers reprochent à d’Avrigny des préjugés nationaux et, par-dessus tout, l’apologie qu’il osa faire des cruautés exercées dans le Palatinat.
Cet historien, malgré tout son talent est resté longtemps inconnu. Ses Mémoires chronologiques et dogmatiques ont été mis à l’Index.

## Œuvres
- Mémoires chronologiques et dogmatiques : pour servir à l’histoire ecclésiastique depuis 1600 jusqu'en 1716 ; avec des réflexions & des remarques critiques, Nîmes, Pierre Beaume, 1781
- Mémoires pour servir à l’histoire universelle de l’Europe, depuis 1600 jusqu’en 1716. Avec des réflexions & remarques critiques, Paris, Veuve R. Mazières, 1724-1725

## Sources
- Ferdinand Hoefer, Nouvelle biographie universelle, Paris, Didot, 1858, p. 881.